# Jim Gray
Jim Gray, rodným jménem James Nicholas Gray (* 12. ledna 1944; ztracen v moři 28. ledna 2007, prohlášen za mrtvého 16. května 2012) byl americký informatik. Zabýval se převážně databázovými systémy; za práci v tomto oboru získal v roce 1998 Turingovu cenu.
Dne 28. ledna 2007 zmizel při plavbě na malé lodi poblíž ostrovů Farallon Islands, kde rozptyloval popel své matky. Počasí bylo jasné a nebylo přijato žádné nouzové volání ani nebyl detekován žádný signál z automatického nouzového radiového majáku indikujícího polohu lodi. Již nikdy nebyl nalezen a dne 16. května 2012 byl prohlášen za mrtvého.